# Vario LF plus
Vario LF plus – typ częściowo niskopodłogowego tramwaju produkowanego od 2010 roku przez czeskie konsorcjum Aliancí TW Team, w skład którego wchodzą przedsiębiorstwa Pragoimex, Krnovské opravny a strojírny oraz VKV Praha. Vario LF plus jest rozwinięciem konstrukcyjnym wagonu Vario LF.

## Konstrukcja
Vario LF plus to jednokierunkowy, czteroosiowy, silnikowy wagon tramwajowy, wywodzący się z typu Vario LF. Środkowa część niskopodłogowa stanowi w przybliżeniu 36% długości wagonu; podłoga członu środkowego umiejscowiona jest 350 mm nad główką szyny. Dzięki zastosowaniu nowego podwozia typu Komfort plus możliwe było obniżenie poziomu podłogi w skrajnych członach wagonu: podłoga w wyżej wymienionych członach znajduje się na wysokości 650 mm nad główką szyny. Po prawej stronie nadwozia zamontowano troje dwuskrzydłowych, odskokowych drzwi (środkowe prowadzą do członu niskopodłogowego), wewnątrz umieszczono siedzenia w układzie 2+1, przy czym w skrajnych członach tramwaju siedzenia umieszczono bokiem do kierunku jazdy; możliwe jest jednak również ich zamontowanie przodem do kierunku jazdy
Cztery silniki asynchroniczne typu TAM 1003 C/R, każdy o mocy 80 kW, przymocowane są do ramy wózków, przy czym na jedną oś przypada jeden napędzający ją silnik. Wyposażenie elektryczne dostarczyła firma Škoda Electric.

## Dostawy
| Państwo        | Miasto          | Typ             | Lata dostaw    | Liczba | Numery taborowe    |       |
| -------------- | --------------- | --------------- | -------------- | ------ | ------------------ | ----- |
| Czechy         | Most – Litvínov | VarioLF plus    | 2012–2014      | 2      | 314, 315           | [ 2 ] |
| Czechy         | Pilzno          | VarioLF plus PL | 2010–2013      | 4      | 336, 337, 354, 355 | [ 3 ] |
| Łączna liczba: | Łączna liczba:  | Łączna liczba:  | Łączna liczba: | 6      |                    |       |

## Eksploatacja

### Most i Litvínov
Przedsiębiorstwo Dopravní podnik měst Mostu a Litvínova (DPmML) rozpisało na początku 2012 r. przetarg na dostawę dwóch tramwajów, których zakup miałby zostać sfinansowany ze środków Unii Europejskiej. W przetargu zwyciężyła firma Pragoimex z tramwajem Vario LF plus, całkowity koszt zamówienia wyniósł 44,5 milionów koron bez VAT-u. Pomimo zawieszenia wypłacenia dotacji w czerwcu 2012 r., przewoźnik postanowił zakupić jeden egzemplarz tramwaju, który dostarczono do Mostu przed Bożym Narodzeniem w 2012 r. Mosteckie Vario LF plus (oznaczone numerem 314) różni się od wagonów z wyposażeniem standardowym siedzeniami umieszczonymi przodem do kierunku ruchu. W pierwszej połowie stycznia 2013 r. przedstawiono nowy tramwaj dziennikarzom i rozpoczęto jazdy próbne, a po ich zakończeniu przeprowadzono szkolenia motorniczych. Wagon rozpoczął regularne kursowanie dnia 21 stycznia 2013 r. Tramwaj skierowany został do obsługi linii tramwajowej nr 2, gdyż był to jeden z warunków przyznania dotacji unijnej Drugi egzemplarz VarioLF plus dostarczono w grudniu 2014 r.

### Pilzno
Prototyp wozu Vario LF plus wyprodukowano przy współpracy firm Aliance TW Team, Škody Electric oraz pilzneńskiego przewoźnika w 2010 r. Proces wyposażenia wagonu przeprowadzono w zakładach KOS. Zmontowany tramwaj prezentowano do 15 czerwca 2010 r. na targach Czech Raildays w Ostrawie. Podobnie jak prototyp tramwaju VarioLF2 plus (wyprodukowany w 2009 r.), pierwszy wagon typu Vario LF plus polakierowano w barwy złoto-srebrne. Po zakończeniu targów wagon przewieziono do Pilzna, gdzie 25 czerwca zaprezentowano go dziennikarzom. W lipcu i sierpniu 2010 r. trwały jazdy próbne tramwaju; wóz otrzymał numer taborowy 116 będący kontynuacją numerów przydzielanych tramwajom testowanym w Pilźnie, które nie są własnością PMDP. 1 września 2010 r. rozpoczęto jazdy próbne z pasażerami na wszystkich trzech liniach tramwajowych. W październiku zakończono jazdy testowe, a tramwaj odstawiono na czas uzyskania dopuszczenia do ruchu. Na początku 2011 r. tramwaj stał się częścią majątku miejscowego przewoźnika, a w lutym nadano mu numer taborowy 336. Pierwsze Vario LF plus rozpoczęło swoją służbę liniową w marcu 2011 r. Tramwaj przydzielono do obsługi wieczornych oraz weekendowych kursów.
Drugie Vario LF plus (nr 337) dostarczono do Pilzna w czerwcu 2011 r., a jego eksploatację liniową w składzie z wagonem nr 336 rozpoczęto 26 września 2011 r. Kolejne dwa wagony o numerach 354 i 355, zmontowane przez przedsiębiorstwo Dopravní podnik měst Mostu a Litvínova, dostarczono do Pilzna na przełomie lat 2012–2013. Wszystkie tramwaje tego typu pomalowane są w złoto-srebrne barwy.